# Антверпен
Антверпен или Анверс (хол. Antwerpen, фр. Anvers) је општина у Белгији у региону Фландрија у покрајини Антверпен. Налази се на обали реке Шелда (плићак),88 километара пре ушћа у Северно море. Према процени из 2023. у општини је живело 536.079 становника. Антверпен је главни град истоимене покрајине.

## Легенда о имену града
По легенди, град је добио име по легенди о диву Антигону који је живео поред реке Шелда. Див је узимао таксу од оних који су хтели да плове реком. Онима који би одбили да плате, див би одсецао шаку и бацао је у реку. Најзад, млади херој Силвиуc Брабо(антверпенска фолклорна фигура) је одсекао диву шаку и бацио је у реку. Отуд име Антверпен (хол. hand werpen - бацити шаку).
У граду се продају колачићи у облику шаке („Шаке из Антверпена“), као успомена на ову легенду.

## Становништво
Према процени, у општини је 1. јануара 2015. живело 513.570 становника.
| 1984.  | 2000.  | 2010.  | 2015.  |
| ------ | ------ | ------ | ------ |
| 488425 | 446525 | 483505 | 513570 |

## Култура
Антверпен је град у коме су стварали многи познати уметници: Рубенс, Ван Дајк, Јакоб Јорданс, Јан Бројгел Старији и Јан Бројгел Млађи. Познати споменици и институције културе у граду су: Опера, Рубенсов музеј, Богородична катедрала, куће у стилу Арт Декоа, Универзитет и Академија лепих уметности. Зоо-врт у Антверпену, из 1843, је један од најстаријих у свету.
У Антверпену су одржане Летње олимпијске игре 1920.

### Религија
У Антверпену постоји једна од највећих јеврејских заједница Европе. Правоверни Јевреји сачињавају око четвртине становништва. Град је седиште римокатоличке епархије.

## Лука Антверпен
Контејнерски терминал у Антверпену је број 1 на листи међународних дестинација, а на путу је да повећа свој удео на тржишту. Висока продуктивност, исплативост и поузданост поморских услуга луке Антверпен, су њена витална веза са глобалним ланцима снабдевања. Зато не изненађује да је Антверпен је једна од најбрже растућих контејнерских лука у односу на опсег Хамбург и Авр.
Сваке године кроз њу прође више од 150 милиона тона робе, од тога више од 40% преко контејнерског терминала. Највише се транспортује гвожђе, челик, кафа, воће, производи од дрвета, возила и шећер. Многа индустријска предузећа су присутна у луци Антверпен, као Опел-Белгија, и многа предузећа чија је основна делатност хемијска индустрија и петрохемијска индустрија. Антверпен је највећи центар хемијске и петрохемијске индустрије у Европи. Свеукупно, у луци ради око 150.000 људи.

## Антверпен Дијамант банка
Дијамантски Центар Антверпен
Почетком двадесетог века процват дијамантске индустрије у Белгији био је веома жив. Оснивање Антверпен Дијамант Банке,1934 год.у свету финансија, сматра се премијерним. Банка је први пут одлучила да своје активности посвети само и искључиво у интересу индустрије дијаманата. Седиште Банке постављено је у самом срцу Антверпена у Дијамантском Центру.

## Спорт
Ројал Антверпен важи за најстарији фудбалски клуб у Белгији. Основан је као Атлетски клуб Антверпен 1880. године од стране енглеских студената са пребивалиштем у граду.
Тренутно се такмичи у Првој лиги Белгије. Клуб је освојио укупно четири титуле првака државе и два Купа Белгије. Највећи успех у европским такмичењима Антверпен је остварио у сезони 1992/93. Играли су у финалу Купа победника купова на стадиону Вембли у Лондону против Парме и изгубили са 3:1.

## Партнерски градови
- Милуз
- Марсељ
- Санкт Петербург
- Росток
- Шангај
- Акхисар[3]
- Хаифа
- Кејптаун
- Барселона
- Лудвигсхафен на Рајни
- Дурбан
- Парамарибо
- Осло